# Alpthal
Alpthal är en ort och kommun i distriktet Schwyz i kantonen Schwyz, Schweiz. Kommunen hade 637 invånare (2023).
I kommunen finns förutom Alpthal även vintersportorten Brunni.